# 永安桥 (龙岩市)
永安桥，位于中国福建省武平县中山镇新城村的石拱桥，清康熙年间（1662—1722年）始建，清道光八年（1828年）重建。永安桥是一座由花岗石建造的拱桥，七墩八拱，全长113米，宽3.7米，舟形墩，孔跨10.9米。永安桥北端第一个桥墩曾严重坍塌，2007年初对永安桥进行全面维修。2005年5月11日公布为第六批福建省文物保护单位。